# 롤러코스터 작전
롤러코스터 작전(영어: Operation Roller Coaster)은 1963년 미국과 영국이 네바다 핵 실험장에서 공동으로 수행한 4차례의 핵실험 시리즈이다. 이 실험에는 핵무기의 폭발은 포함되지 않았다. 대신, 이 실험의 목적은 "더러운 폭탄" 시나리오, 즉 핵무기의 의도치 않은 비핵 폭발 시 방사성 입자의 분포를 평가하고, 폭발 및 방출된 입자를 억제하는 저장 구조물의 효율성을 평가하는 것이었다. 이 실험은 스토랙스 작전 시리즈 다음에 이어졌고 닙릭 작전 시리즈 이전에 수행되었다.
| 이름            | 날짜 시간 (UT)           | 현지 시간대  | 위치                                                                                        | 표고 + 높이            | 전달 방식 목적                          | 장치 | 위력     | 낙진                      | 참고 자료                     | 비고                                          |
| --------------- | ------------------------ | ------------ | ------------------------------------------------------------------------------------------- | ---------------------- | --------------------------------------- | ---- | -------- | ------------------------- | ----------------------------- | --------------------------------------------- |
| Double Tracks   | 1963년 5월 15일 09:55:?? | PST (–8 hrs) | 토노파 시험장, 네바다주 북위 37° 42′ 19″ 서경 116° 59′ 14″ / 북위 37.70527° 서경 116.98715° | 1,518 m (4,980 ft) + 0 | dry surface, safety/transportation test |      | no yield |                           | [ 1 ] [ 4 ] [ 5 ] [ 6 ] [ 7 ] | 저장-운송 안전 실험, 플루토늄 분산 위험 측정. |
| Clean Slate I   | 1963년 5월 25일 11:17:?? | PST (–8 hrs) | 토노파 시험장, 네바다주 북위 37° 42′ 31″ 서경 116° 39′ 28″ / 북위 37.70853° 서경 116.65786° | 1,645 m (5,397 ft) + 0 | dry surface, safety/transportation test |      | no yield | Venting detected off site | [ 1 ] [ 4 ] [ 5 ] [ 6 ] [ 7 ] | 저장-운송 안전 실험, 플루토늄 분산 위험 측정. |
| Clean Slate II  | 1963년 5월 31일 10:47:?? | PST (–8 hrs) | 토노파 시험장, 네바다주 북위 37° 45′ 41″ 서경 116° 36′ 50″ / 북위 37.7614° 서경 116.61378°  | 1,683 m (5,522 ft) + 0 | dry surface, safety/transportation test |      | no yield |                           | [ 1 ] [ 4 ] [ 5 ] [ 6 ] [ 7 ] | 저장-운송 안전 실험, 플루토늄 분산 위험 측정. |
| Clean Slate III | 1963년 6월 9일 10:30:??  | PST (–8 hrs) | 토노파 시험장, 네바다주 북위 37° 45′ 33″ 서경 116° 40′ 52″ / 북위 37.75914° 서경 116.68123° | 1,645 m (5,397 ft) + 0 | dry surface, safety/transportation test |      | no yield | Venting detected off site | [ 1 ] [ 4 ] [ 5 ] [ 6 ] [ 7 ] | 저장-운송 안전 실험, 플루토늄 분산 위험 측정. |

1. ↑  미국, 프랑스, 영국은 자신들의 실험 사건에 코드명을 부여했지만, 소련과 중국은 그렇지 않아(일부 예외 - 소련의 평화적 폭발은 이름이 부여됨) 실험 번호만 사용했다. 이름이 고유명사가 아닌 경우 괄호 안에 영어 번역이 있다. 대시 뒤에 숫자가 붙으면 일제 사격 이벤트의 구성원임을 나타낸다. 미국은 때때로 그러한 일제 사격 실험에서 개별 폭발에도 이름을 붙이는데, 그 결과 "name1 – 1(with name2)"와 같이 된다. 실험이 취소되거나 중단된 경우, 날짜 및 위치와 같은 행 데이터는 알려진 경우 의도된 계획을 공개한다.
2. ↑  UT 시간을 표준 현지 시간으로 변환하려면, UT 시간에 괄호 안의 시간을 더하고; 현지 일광 절약 시간의 경우 1시간을 추가로 더한다. 결과가 00:00보다 이르면 24시간을 더하고 날짜에서 1을 뺀다; 24:00 이후이면 24시간을 빼고 날짜에 1을 더한다. 역사적 시간대 데이터는 IANA 시간대 데이터베이스에서 얻었다.
3. ↑  대략적인 지명 및 위도/경도 참조; 로켓 발사 실험의 경우, 알려진 경우 발사 위치가 폭발 위치보다 먼저 지정된다. 일부 위치는 매우 정확하지만; 다른 위치(예: 공중 투하 및 우주 폭발)는 상당히 부정확할 수 있다. "~"는 해당 지역의 다른 실험과 공유되는 일반적인 대략적인 위치를 나타낸다.
4. ↑  표고는 해수면을 기준으로 폭발 지점 바로 아래의 지면 높이이며; 높이는 탑, 풍선, 샤프트, 터널, 공중 투하 또는 기타 장치에 의해 추가되거나 제거된 추가 거리이다. 로켓 폭발의 경우 지면 높이는 "N/A"이다. 어떤 경우에는 높이가 절대적인지 지면에 대한 상대적인지 불분명하다(예: 플럼밥/존). 숫자나 단위가 없으면 값이 알 수 없음을 나타내고, "0"은 0을 의미한다. 이 열의 정렬은 표고와 높이를 합한 값으로 이루어진다.
5. ↑  대기, 공중 투하, 풍선, 포, 순항 미사일, 로켓, 지표, 탑, 바지선은 모두 부분적 핵실험 금지 조약에 의해 금지된다. 밀봉된 샤프트 및 터널은 지하이며, PTBT에 따라 계속 유용했다. 의도적인 분화구 생성 실험은 경계선에 있으며; 조약에 따라 발생했고, 때때로 항의를 받았으며, 실험이 평화적 용도로 선언된 경우 일반적으로 묵과되었다.
6. ↑  무기 개발, 무기 효과, 안전 실험, 운송 안전 실험, 전쟁, 과학, 공동 검증 및 산업/평화적 용도가 포함되며, 추가로 세분화될 수 있다.
7. ↑  알려진 경우 실험 항목에 대한 지정, "?"는 이전 값에 대한 불확실성을 나타내며, 특정 장치에 대한 별명은 따옴표 안에 있다. 이 정보 범주는 공식적으로 공개되지 않는 경우가 많다.
8. ↑  톤, 킬로톤, 메가톤 단위의 추정 에너지 위력. 1톤 TNT 환산은 4.184 기가줄(1 기가칼로리)로 정의된다.
9. ↑  알려진 경우, 즉각적인 중성자를 제외한 대기 중 방사성 배출. 언급된 경우 측정된 종은 요오드-131만 해당되며, 그렇지 않은 경우 모든 종이다. 항목이 없으면 알 수 없음을 의미하며, 지하인 경우 아마도 없을 것이고 그렇지 않은 경우 "모두"이다; 그렇지 않은 경우 알려진 경우 현장 또는 현장 외부에서 측정되었는지 여부 및 방출된 방사능 측정량을 나타내는 표기법.